# Finnischer Fußballpokal 2019
Der Finnische Fußballpokal 2019 (finnisch Suomen Cup 2019) war die 65. Austragung des finnischen Pokalwettbewerbs. Er wurde vom finnischen Fußballverband ausgetragen. Der Wettbewerb wurde wieder innerhalb eines Kalenderjahres ausgetragen. Das Finale fand am 15. Mai 2019 in der Wiklöf Holding Arena in Mariehamn statt.
Pokalsieger wurde zum dritten Mal Ilves Tampere. Das Team setzte sich im Finale gegen IFK Mariehamn durch und qualifizierte sich damit für die 1. Qualifikationsrunde der Europa League. Titelverteidiger Inter Turku war im Viertelfinale gegen Vaasan PS ausgeschieden.
Im geänderter Format nahmen zunächst nur Mannschaften der ersten beiden Ligen teil. Das bedeutete zudem, dass der Ligapokal ausgesetzt wurde. Im Gegensatz zu den Vorjahren gab es keine Qualifikationsrunden. Der Wettbewerb begann mit der Gruppenphase und anschließenden K.-o.-Runden ab dem Achtelfinale. Bei diesen Begegnungen wurde nach unentschiedenem Ausgang das Spiel um zweimal 15 Minuten verlängert. Stand danach kein Sieger fest, folgte ein Elfmeterschießen.

## Teilnehmende Teams
Die zwölf Mannschaften der Veikkausliiga wurden in zwei Gruppen zu je sechs Teams aufgeteilt, von denen die jeweils besten vier ins Achtelfinale einzogen. Die zehn Vereine der Ykkönen wurden in zwei Gruppen eingeteilt, von denen die jeweils besten zwei ins Achtelfinale einzogen. Dort stiegen auch jeweils die beiden Finalisten des Regionalpokals 2018 und des Kakkosencups 2019 ein.
| Veikkausliiga (12)                                                                         | Veikkausliiga (12)                                                                            | Ykkönen (10)                                                                              | Ykkönen (10)                                                                  | Regionalpokal (2)                           | Kakkosencup (2)                 |
| ------------------------------------------------------------------------------------------ | --------------------------------------------------------------------------------------------- | ----------------------------------------------------------------------------------------- | ----------------------------------------------------------------------------- | ------------------------------------------- | ------------------------------- |
| - FC Honka Espoo - FC Lahti - Helsingfors IFK - HJK Helsinki - IFK Mariehamn - Inter Turku | - Kokkolan Palloveikot - Kuopion PS - Rovaniemi PS - Seinäjoen JK - Ilves Tampere - Vaasan PS | - AC Kajaani - Ekenäs IF - Kotkan Työväen Palloilijat - Tampereen Pallo-Veikot - Turku PS | - AC Oulu - FF Jaro - Haka Valkeakoski - Musan Salama - Myllykosken Pallo -47 | - FC Kiisto Vaasa - Vantaan Jalkapalloseura | - IF Gnistan - JS Hercules Oulu |

## Gruppenphase

### Veikkausliiga Gruppe A
| Pl. | Verein          | Sp. | S | U | N | Tore    | Diff. | Punkte |
| --- | --------------- | --- | - | - | - | ------- | ----- | ------ |
| 1.  | FC Honka Espoo  | 5   | 3 | 1 | 1 | 007:400 | +3    | 10     |
| 2.  | Inter Turku     | 5   | 3 | 0 | 2 | 007:600 | +1    | 09     |
| 3.  | FC Lahti        | 5   | 3 | 0 | 2 | 006:700 | −1    | 09     |
| 4.  | IFK Mariehamn   | 5   | 2 | 2 | 1 | 007:400 | +3    | 08     |
| 5.  | HJK Helsinki    | 5   | 2 | 1 | 2 | 009:700 | +2    | 07     |
| 6.  | Helsingfors IFK | 5   | 0 | 0 | 5 | 003:110 | −8    | 0      |

| 26.01.2019 | FC Honka Espoo  | 0:1 | FC Lahti        | Espoo     |
| 26.01.2019 | Inter Turku     | 2:1 | IFK Mariehamn   | Turku     |
| 29.01.2019 | HJK Helsinki    | 1:0 | Helsingfors IFK | Helsinki  |
| 02.02.2019 | FC Lahti        | 2:1 | Helsingfors IFK | Lahti     |
| 02.02.2019 | HJK Helsinki    | 2:2 | IFK Mariehamn   | Helsinki  |
| 09.02.2019 | Inter Turku     | 1:0 | HJK Helsinki    | Turku     |
| 09.02.2019 | Helsingfors IFK | 1:2 | FC Honka Espoo  | Helsinki  |
| 10.02.2019 | IFK Mariehamn   | 1:0 | FC Lahti        | Mariehamn |
| 16.02.2019 | Inter Turku     | 1:2 | FC Lahti        | Turku     |
| 19.02.2019 | HJK Helsinki    | 2:3 | FC Honka Espoo  | Helsinki  |
| 23.02.2019 | Helsingfors IFK | 1:3 | Inter Turku     | Helsinki  |
| 23.02.2019 | FC Honka Espoo  | 0:0 | IFK Mariehamn   | Espoo     |
| 23.02.2019 | FC Lahti        | 1:4 | HJK Helsinki    | Lahti     |
| 02.03.2019 | FC Honka Espoo  | 2:0 | Inter Turku     | Espoo     |
| 03.03.2019 | IFK Mariehamn   | 3:0 | Helsingfors IFK | Mariehamn |

### Veikkausliiga Gruppe B
| Pl. | Verein               | Sp. | S | U | N | Tore    | Diff. | Punkte |
| --- | -------------------- | --- | - | - | - | ------- | ----- | ------ |
| 1.  | Ilves Tampere        | 5   | 4 | 1 | 0 | 012:400 | +8    | 13     |
| 2.  | Vaasan PS            | 5   | 3 | 0 | 2 | 005:600 | −1    | 09     |
| 3.  | Kokkolan Palloveikot | 5   | 2 | 2 | 1 | 006:400 | +2    | 08     |
| 4.  | Rovaniemi PS         | 5   | 2 | 1 | 2 | 008:900 | −1    | 07     |
| 5.  | Seinäjoen JK         | 5   | 0 | 2 | 3 | 007:100 | −3    | 02     |
| 6.  | Kuopion PS           | 5   | 0 | 2 | 3 | 006:110 | −5    | 02     |

| 18.01.2019 | Ilves Tampere        | 4:1 | Kuopion PS           | Tampere   |
| 25.01.2019 | Kokkolan Palloveikot | 1:1 | Kuopion PS           | Kokkola   |
| 25.01.2019 | Seinäjoen JK         | 1:2 | Vaasan PS            | Seinäjöki |
| 26.01.2019 | Ilves Tampere        | 1:1 | Rovaniemi PS         | Tampere   |
| 02.02.2019 | Ilves Tampere        | 2:1 | Seinäjoen JK         | Tampere   |
| 02.02.2019 | Vaasan PS            | 1:0 | Kuopion PS           | Vaasa     |
| 08.02.2019 | Kokkolan Palloveikot | 1:2 | Ilves Tampere        | Kokkola   |
| 09.02.2019 | Kuopion PS           | 2:2 | Seinäjoen JK         | Kuopio    |
| 09.02.2019 | Vaasan PS            | 2:1 | Rovaniemi PS         | Vaasa     |
| 16.02.2019 | Seinäjoen JK         | 2:3 | Rovaniemi PS         | Seinäjöki |
| 16.02.2019 | Vaasan PS            | 0:1 | Kokkolan Palloveikot | Vaasa     |
| 22.02.2019 | Seinäjoen JK         | 1:1 | Kokkolan Palloveikot | Seinäjöki |
| 23.02.2019 | Ilves Tampere        | 3:0 | Vaasan PS            | Tampere   |
| 28.02.2019 | Rovaniemi PS         | 0:2 | Kokkolan Palloveikot | Rovaniemi |
| 03.03.2019 | Rovaniemi PS         | 3:2 | Kuopion PS           | Rovaniemi |

### Ykkönen Gruppe A
| Pl. | Verein                | Sp. | S | U | N | Tore    | Diff. | Punkte |
| --- | --------------------- | --- | - | - | - | ------- | ----- | ------ |
| 1.  | AC Oulu               | 4   | 2 | 1 | 1 | 008:300 | +5    | 07     |
| 2.  | Haka Valkeakoski      | 4   | 2 | 1 | 1 | 007:500 | +2    | 07     |
| 3.  | Musan Salama          | 4   | 2 | 1 | 1 | 007:600 | +1    | 07     |
| 4.  | Myllykosken Pallo -47 | 4   | 0 | 3 | 1 | 003:600 | −3    | 03     |
| 5.  | FF Jaro               | 4   | 0 | 2 | 2 | 002:700 | −5    | 02     |

| 26.01.2019 | Haka Valkeakoski      | 2:2 | Myllykosken Pallo -47 | Valkeakoski |
| 26.01.2019 | Musan Salama          | 1:1 | FF Jaro               | Pori        |
| 02.02.2019 | Myllykosken Pallo -47 | 0:0 | FF Jaro               | Kouvola     |
| 02.02.2019 | Haka Valkeakoski      | 2:1 | AC Oulu               | Valkeakoski |
| 09.02.2019 | FF Jaro               | 1:3 | AC Oulu               | Jakobstad   |
| 10.02.2019 | Myllykosken Pallo -47 | 1:4 | Musan Salama          | Kouvola     |
| 15.02.2019 | Musan Salama          | 2:0 | Haka Valkeakoski      | Pori        |
| 23.02.2019 | AC Oulu               | 0:0 | Myllykosken Pallo -47 | Oulu        |
| 23.02.2019 | FF Jaro               | 0:3 | Haka Valkeakoski      | Jakobstad   |
| 02.03.2019 | AC Oulu               | 4:0 | Musan Salama          | Oulu        |

### Ykkönen Gruppe B
| Pl. | Verein                     | Sp. | S | U | N | Tore    | Diff. | Punkte |
| --- | -------------------------- | --- | - | - | - | ------- | ----- | ------ |
| 1.  | Tampereen Pallo-Veikot     | 4   | 2 | 1 | 1 | 012:600 | +6    | 07     |
| 2.  | Kotkan Työväen Palloilijat | 4   | 2 | 1 | 1 | 008:500 | +3    | 07     |
| 3.  | Turku PS                   | 4   | 2 | 0 | 2 | 008:600 | +2    | 06     |
| 4.  | AC Kajaani                 | 4   | 2 | 0 | 2 | 005:120 | −7    | 06     |
| 5.  | Ekenäs IF                  | 4   | 1 | 0 | 3 | 006:100 | −4    | 03     |

| 25.01.2019 | Turku PS                   | 2:0 | Tampereen Pallo-Veikot     | Turku      |
| 26.01.2019 | Kotkan Työväen Palloilijat | 4:1 | AC Kajaani                 | Kotka      |
| 01.02.2019 | Turku PS                   | 3:1 | Ekenäs IF                  | Turku      |
| 02.02.2019 | Tampereen Pallo-Veikot     | 6:0 | AC Kajaani                 | Tampere    |
| 09.02.2019 | Kotkan Työväen Palloilijat | 3:2 | Turku PS                   | Kotka      |
| 09.02.2019 | Ekenäs IF                  | 3:5 | Tampereen Pallo-Veikot     | Tammisaari |
| 16.02.2019 | Ekenäs IF                  | 1:0 | Kotkan Työväen Palloilijat | Tammisaari |
| 16.02.2019 | AC Kajaani                 | 2:1 | Turku PS                   | Kajaani    |
| 23.02.2019 | AC Kajaani                 | 2:1 | Ekenäs IF                  | Kajaani    |
| 23.02.2019 | Tampereen Pallo-Veikot     | 1:1 | Kotkan Työväen Palloilijat | Tampere    |

## Achtelfinale
Die Erstligisten mussten auswärts antreten.
| Datum      |                                 | Ergebnis  |                          |
| ---------- | ------------------------------- | --------- | ------------------------ |
| 15.03.2019 | IF Gnistan (III)                | 1:3 n. V. | Vaasan PS (I)            |
| 15.03.2019 | Vantaan Jalkapalloseura (III)   | 0:3       | Kokkolan Palloveikot (I) |
| 16.03.2019 | Haka Valkeakoski (II)           | 0:1       | Rovaniemi PS (I)         |
| 16.03.2019 | Kotkan Työväen Palloilijat (II) | 0:2       | Ilves Tampere (I)        |
| 16.03.2019 | AC Oulu (II)                    | 0:1       | FC Honka Espoo (I)       |
| 16.03.2019 | Tampereen Pallo-Veikot (II)     | 0:2       | IFK Mariehamn (I)        |
| 16.03.2019 | FC Kiisto Vaasa (IV)            | 0:5       | FC Lahti (I)             |
| 17.03.2019 | JS Hercules Oulu (III)          | 0:2       | Inter Turku (I)          |

## Viertelfinale
| Datum      |                   | Ergebnis              |                          |
| ---------- | ----------------- | --------------------- | ------------------------ |
| 30.03.2019 | Inter Turku (I)   | 1:2                   | Vaasan PS (I)            |
| 30.03.2019 | FC Honka Espoo    | 1:1 n. V. (3:4 i. E.) | Ilves Tampere            |
| 30.03.2019 | Rovaniemi PS (I)  | 1:2                   | Kokkolan Palloveikot (I) |
| 31.03.2019 | IFK Mariehamn (I) | 3:1 n. V.             | FC Lahti (I)             |

## Halbfinale
| Datum      |                          | Ergebnis |                   |
| ---------- | ------------------------ | -------- | ----------------- |
| 16.05.2019 | Kokkolan Palloveikot (I) | 2:3      | Ilves Tampere (I) |
| 16.05.2019 | Vaasan PS (I)            | 1:3      | IFK Mariehamn (I) |

## Finale
| Paarung        | IFK Mariehamn – Ilves Tampere |
| Ergebnis       | 0:2 (0:2) |
| Datum          | 15. Juni 2019 um 16:00 Uhr (15:00 Uhr MESZ) |
| Stadion        | Wiklöf Holding Arena, Mariehamn |
| Zuschauer      | 3.250 |
| Schiedsrichter | Toni Pohjoismäki |
| Tore           | 0:1 Matias Ojala (33.) 0:2 Tatu Miettunen (44.) |
| IFK Mariehamn  | Oskari Forsman – Aapo Mäenpää (89. Amos Ekhalie), Rick Ketting, Robin Buwalda, Dylan Murnane – Robbie Crawford, Daniel Sjölund , Keaton Isaksson (59. Simon Silverholt) – Hampus Lönn (67. Riku Sjöroos), Aristote Mboma, Robin Sid. Cheftrainer: Peter Lundberg  |
| Ilves Tampere  | Mika Hilander – Felipe Aspegren, Tatu Miettunen, Baba Mensah, David Addy – Yussif Moussa (77. Iiro Järvinen), Jair Silva, Matias Ojala (86. Diogo Tomas) – Lauri Ala-Myllymäki – Ilari Mettälä, Tiemoko Fofana (70. Emile Paul Tendeng). Cheftrainer: Jarkko Wiss |
| Gelbe Karten   | Robin Buwalda, Rick Ketting – keine |